# Contrebassine
 (juillet 2023).
Si vous disposez d'ouvrages ou d'articles de référence ou si vous connaissez des sites web de qualité traitant du thème abordé ici, merci de compléter l'article en donnant les références utiles à sa vérifiabilité et en les liant à la section « Notes et références ».

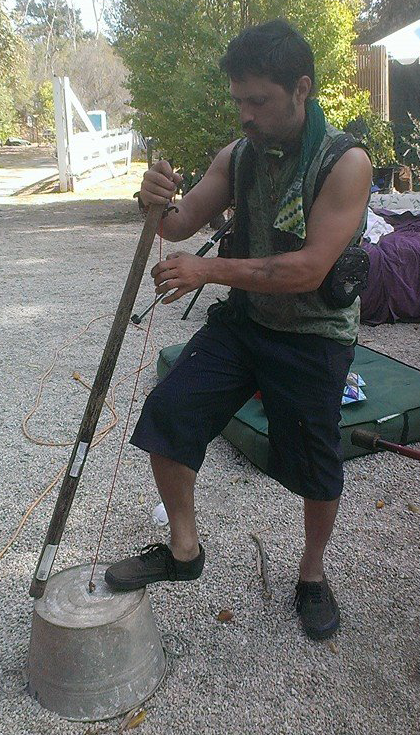
Une personne jouant de la contrebassine.

La contrebassine est un instrument à cordes pincées artisanal fabriqué généralement à partir d'une bassine en tôle galvanisée tenant lieu de caisse de résonance (plus récemment en plastique), d'un bâton (de la taille d'un manche à balai - ustensile généralement utilisé - tenant lieu de manche) et d'une seule et unique corde (souvent du type corde à linge). C'est la basse primitive des tout premiers joueurs de jazz et de blues cadien, des Jug band et autres formations apparentées.

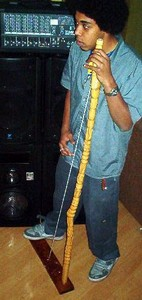
Contrebassine électrique (donc sans bassine)

## Dérivés
N'étant pas défini dans un cadre strict, les formes et les matériaux de base utilisés sont de natures très diverses. Pourtant on distingue deux grands principes : la contrebassine d'origine, obligatoirement monocorde et dont le manche reste mobile, la contrebassine moderne, dont le manche est souvent fixe, qui peut avoir plusieurs cordes et dont souvent la bassine n'est plus à plat à l'envers sur le sol mais traversée par le manche. Cette structure est très similaire à une contrebasse : la harpobasse de Philippe Berne dont le mode vibratoire est similaire.

## Fabrication
La contrebassine dite cajun d'origine, la plus simple et la plus primitive, est structurée comme suit : 
- la bassine est posée à l'envers sur le sol ;
- le fond de la bassine est percé d'un trou en son centre dans lequel on attache une corde (de type drisse, ou corde à linge, c'est selon) ;
- on pratique à la scie sur une extrémité d'un manche (un balai peut faire l'affaire, mais un manche de pioche, d'un diamètre plus important est souvent préférable) une entaille de quelques millimètres qui viendra reposer sur le bord de la bassine ;
- on attache à l'autre extrémité du manche la corde (en s'aidant aussi parfois d'une entaille pratiquée dans le bois)

De plus, comme il n'y a pas d'ouïe sur la caisse de résonance, il est fréquent de mettre une cale de quelques centimètres  à l'avant sous la bassine pour soulever le bord de celle-ci.

## Jeu
Bien souvent de justesse très approximative, cet instrument ne se joue que pizzicato. C'est en tirant le manche plus ou moins vers l'arrière que l'on fait varier la tension dans la corde et donc la note. Suivant la longueur de la corde et le diamètre de la bassine, il est bien souvent nécessaire de poser un pied à l'avant de la bassine pour éviter qu'elle ne se soulève sous l'action du manche. Certains développent également des techniques de jeu basées sur la percussion...

## Groupes connus ayant utilisé la contrebassine
Parmi les groupes français ayant utilisé cet instrument, on trouve notamment les VRP, Les Poubelles Boys, les Nonnes Troppo, les Tontons Zingueurs, les Jambon-Purée, Les Amis d'ta femme, David Vincent et ses mutants, La MJC Clandestine, les Baroudeurs, les Marvellous Pig Noise, Patte Rouille, Les Garçons Trottoirs et les Fils de Teuhpu (ces deux derniers utilisent désormais aussi une pelle électrique, inventée par un luthier, pour remplacer le balai). Elle est aussi souvent utilisée dans certains groupes se produisant dans la rue et quelques groupes de rock 'n' roll, comme Black Cat Joe & Miss Corina. En 2019, le festival Cognac Blues Passions a été invité à présenter, au cours d'une de ces rencontres « vivez la musique », le contrebassiste français Jeremy "Mac Crae" Pagis (Talaho Blues trio, Julianne Joe...) à présenter ses techniques de jeu sur un instrument de sa fabrication.
On peut aussi appeler cet instrument une poubelle-basse, lorsque c'est une poubelle qui sert de caisse de résonance. Les groupes qui l'utilisent ainsi sont : Les Petites Bourrettes, Oldelaf et Monsieur D, Les Garçons Trottoirs.
On peut notamment en voir un exemple sur la pochette de l'album Willy and the Poor Boys du célèbre groupe de blues rock américain des années 60-70 Creedence Clearwater Revival. 